# كاتي سوان
كاتي سوان (بالإنجليزية: Katie Swan)‏ (ولدت في 24 مارس 1999 في بريستول) هي لاعبة تنس بريطانية، أصبحت أصغر لاعبة في كأس الاتحاد الفيدرالي في بريطانيا العظمى في سن 16 عامًا عندما لعبت مع منتخب بلادها في عام 2016. بدأت مسيرتها المهنية في إي تي اف للناشئين في عام 2013 حيث شاركت في بطولات في منطقة البحر الكاريبي وأمريكا الجنوبية والولايات المتحدة الأمريكية، ووصلت إلى نهائي منافسات فردي الفتيات في بطولة أستراليا المفتوحة عام 2015.

## روابط خارجية
- كاتي سوان على موقع رابطة محترفات التنس (الإنجليزية)
- كاتي سوان على موقع الاتحاد الدولي لكرة المضرب (الإنجليزية)
- كاتي سوان على موقع كأس بيلي جين كينغ (الإنجليزية)
- كاتي سوان على موقع بطولة ويمبلدون (الإنجليزية)
- كاتي سوان على موقع خلاصة التنس.كوم (الإنجليزية)
- كاتي سوان على موقع إي إس بي إن.كوم (الإنجليزية)
- على موقع رابطة محترفات كرة المضرب